# ミハイル・アルツィバーシェフ
ミハイル・ペトローヴィチ・アルツィバーシェフ（ロシア語: Михаил Петрович Арцыбашев;英語: Mikhail Petrovich Artsybashev、1878年11月5日/ユリウス暦10月24日 - 1927年3月3日）は、19世紀後半から20世紀前半のロシア文壇を代表する作家である。

## 経歴

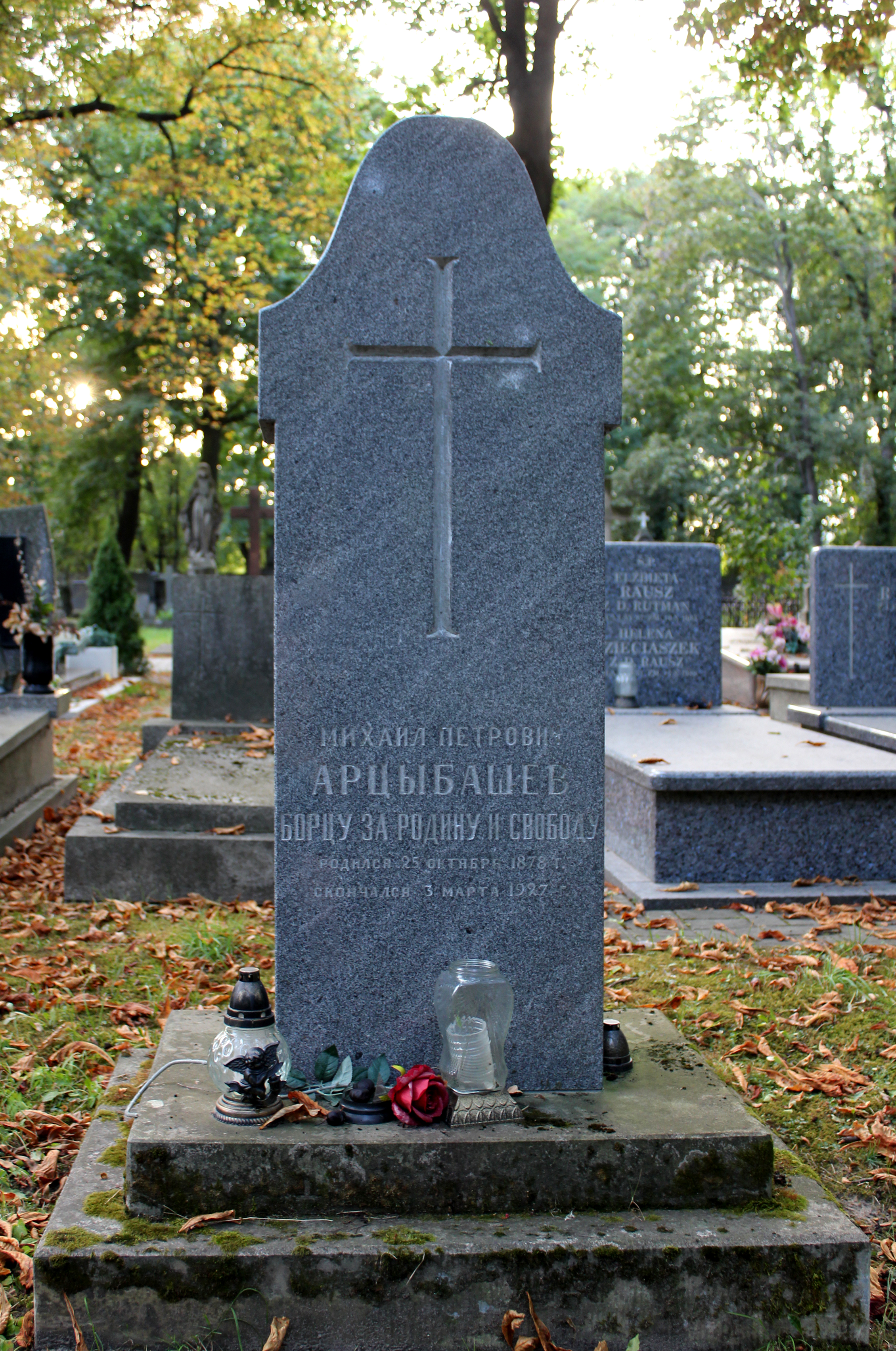
ワルシャワの正教会墓地にあるアルツィバシェフの墓

1878年、ハリコフ州オフティルスキー郡ドブロスラヴォフカ(現ウクライナスームィ州ドブロスラヴォフカ)生まれ。父は土地の小地主で官員を務めたことのある人物であった。母はポーランド人で、結核によりミハイルが3歳の時に死去している。オフティルカの学校で16歳まで教育を受け、1895～1897年までは官員を務めた。その後1897～1898年にはハリコフ美術学校で学ぶ。1898年にはアンナ・コブシュコと結婚する(息子のボリスが生まれるが、1900年には離婚した)。
1898年にサンクトペテルブルクへ移り、フリーランスのジャーナリストとして活動するようになる。

## 家族・親族
- 曾祖父：タデウシュ・コシチュシュコ(ポーランド・リトアニア共和国の将軍にして政治家、アメリカ合衆国の軍人)の曾孫にあたる。

## 執筆作品・作風
近代主義小説の代表的作品で、性欲賛美をした『サーニン』やその続編となる、自殺賛美をした『最後の一線』が有名である。特に『サーニン』は当時の若い世代を中心に一世風靡し、「サーニズム」という言葉まで生んだ。他に『ランデの死』、『人間の波』などの作品がある。

### 日本での評価・影響
- 筒井康隆が少年時代の愛読書のひとつに挙げている。
- 黒澤明はその自伝で、兄の丙午が『最後の一線』を「世界最高の文学だ」と推奨して何時も手元に置き、27歳で自殺した、と書いている。

## おもな作品
- 『ランデの死』 «Смерть Ланде» : 1904年
- 『人間の波』 «Человеческая волна » : 1905年
- 『サーニン』 «Санин»  : 1907年
- 『最後の一線』 «У последней черты» : 1910年-1912年